# Fußballclub Hansa Rostock
Il Fußballclub Hansa Rostock e.V., meglio conosciuto come Hansa Rostock, è una società calcistica tedesca con sede nella città di Rostock, città del Meclemburgo-Pomerania Occidentale. Dalla stagione 2024-2025 milita nella 3. Liga, la terza divisione del calcio tedesco.

## Storia

### I primi anni e l'epoca della DDR
Il club venne fondato il 28 dicembre 1965, quando la sezione calcio dell'SC Empor Rostock venne resa indipendente dalla società sportiva di appartenenza, in base a un programma sostenuto dal governo che creò undici "squadre centrali" che avrebbero fatto crescere giovani talenti e dato alla nazionale di calcio della Germania Est una costante fornitura di giocatori di alta qualità.
L'SC Empor Rostock in origine giocò come Empor Lauter in una piccola cittadina mineraria della Sassonia, vicino al confine con la Cecoslovacchia. Il Lauter ebbe un successo inaspettato e nel 1954 attirò l'attenzione del politico Harry Tisch, che decise che la sua città meritava una squadra decente che giocasse nell'appena completato Ostseestadion, e semplicemente ordinò che la squadra venisse trasferita a Rostock, nonostante le proteste della popolazione locale.
I calciatori trassero il massimo dalle nuove circostanze e goderono di un certo successo per il resto degli anni 1950 e negli anni 1960. La squadra trapiantata finì per essere vicecampione della Germania Est per tre stagioni consecutive della DDR-Oberliga, dal 1962 al 1964, e fece quattro apparizioni nella finale di Coppa della Germania Est. Non furono in grado di aggiudicarsi nessun titolo. Il club venne ribattezzato Hansa Rostock dopo la sua separazione dall'SC Empor nel 1965, come tributo al ruolo della città nella Lega Anseatica delle città portuali della Germania settentrionale.
Negli anni 1970 la squadra finiva costantemente nella seconda parte della classifica e venne retrocessa in seconda divisione, nella DDR-Liga, Staffel A, per una sola stagione in tre diverse occasioni alla fine del decennio. Tornò nella massima divisione negli anni 1980. Soltanto con la riunificazione del paese e la fine del predominio quasi assoluto esercitato da Dynamo Dresda, Magdeburgo, Lipsia e Dynamo Berlino, l'Hansa riuscì a portarsi alla ribalta della Oberliga.

### I primi anni dopo l'unificazione e la Bundesliga
Riunificatasi la Germania nel 1990, la lega calcistica della Germania Est si sciolse nella struttura della DFB. Il campionato di Oberliga venne mantenuto in vita per un'ulteriore stagione, sia pur assimilato nei ranghi della DFB come NOFV Oberliga Nordost oppure Regionalliga Nordost (terza divisione a livello nazionale). I piazzamenti delle varie squadre avrebbero poi contribuito alla loro ridistribuzione nelle prime tre serie calcistiche tedesche. L'Hansa Rostock, schierando tra l'altro l'americano Paul Caligiuri, vinse il campionato e conquistò un posto nella Bundesliga, portata da 18 a 20 squadre nella stagione 1991-1992 per fare posto a due squadre dell'ex Germania Est. L'altra squadra fu la Dinamo Dresda, che lottò fino all'ultimo per il successo trascinata dalle reti di Thorsten Gutschow. L'Hansa conquistò anche l'ultima edizione della FDGB Pokal, con una vittoria per 1 a 0 sull'FC Stahl Eisenhüttenstadt, comunque ammesso alla Coppa delle Coppe.
L'Hansa non fu in grado di rimanere nella nuova realtà della Bundesliga e fu retrocesso dopo aver terminato a un solo punto dalla salvezza dopo lunga lotta con il Wattenscheid. 
Tre stagioni di attesa nella Zweite Bundesliga riportarono il club nella massima divisione per la stagione 1995-1996. Nei dieci anni passati nella Bundesliga, il miglior risultato sarebbero stati due sesti posti. Nonostante abbia terminato spesso nella seconda parte della classifica, la squadra continuò ad essere l'unica tra quelle dell'ex Germania Est ad essere in grado di sfidare risolutamente i più ricchi club dell'ovest.
Nella prima parte del campionato 2004-2005 l'Hansa ottenne una vittoria e cinque pareggi in 17 incontri. Non fu in grado di recuperare e a fine campionato venne retrocessa, lasciando l'ex DDR senza un club nella massima divisione per la prima volta dalla riunificazione. Come altre squadre della ex Germania Est, fu vittima della dura realtà economica, mentre le più ricche e consolidate squadre dell'ovest acquistarono i giocatori dell'est di maggior talento in cambio dei soldi necessari alla sopravvivenza finanziaria. Stefan Beinlich e Oliver Neuville furono due dei giocatori dell'Hansa ceduti a squadre dell'ovest.
Nella stagione 2006-2007 l'Hansa si piazzò secondo in Zweite Bundesliga, ottenendo la promozione in massima serie, da cui retrocesse subito, piazzandosi penultima. Al termine della stagione 2009-2010, dopo la sconfitta nello spareggio promozione-retrocessione contro l'Ingolstadt 04, scese in 3. Liga, terza serie nazionale, ma riguadagnò subito la promozione in Zweite Bundesliga. Nella stagione 2011-2012 si classificò all'ultimo posto, retrocedendo nuovamente in 3. Liga, dove nella stagione seguente chiuse in una posizione di medio-bassa classifica. Ritornata in seconda serie al termine della stagione 2020-2021, retrocesse nuovamente in terza serie nel 2023-2024.

## Curiosità
- L'inno ufficiale dell'Hansa Rostock “FC Hansa, wir lieben Dich total” (Hansa FC, ti amiamo completamente), registrato nel 1995, è opera del gruppo dei Puhdys.
- Il 1º dicembre 2002 l'Hansa divenne la prima squadra a schierare sei giocatori stranieri, tutti provenienti dalla stessa nazione, in un incontro di Bundesliga (Prica, Lantz, Wibran, Jakobsson, Arvidsson e Person – tutti svedesi).
- Nel 2005, il club riuscì con successo a far causa a tre streakers che rovinarono un incontro del 2003 contro l'Hertha Berlino, per recuperare i 20.000 Euro di multa affibbiati dalla federazione calcistica della Germania per non essere riuscito a mantenere un adeguato servizio di sicurezza sul proprio campo.

## Colori e simboli

### Colori
Il colore della maglia dell'Hansa Rostock è il blu, mentre i pantaloncini sono bianchi e i calzettoni sono blu.

### Simboli ufficiali

#### Stemma
Il simbolo dell'Hansa Rostock è composto da un cerchio con all'interno una nave rossa, che contiene la scritta "F.C. HANSA", e la vela blu.

## Strutture

### Stadio
Dal 1954 il club disputa le proprie gare interne nell'Ostseestadion (lo "Stadio del Mar Baltico"), noto anche come "DKB-Arena", che sorge a Rostock e che può ospitare 29.000 spettatori. Venne costruito con la partecipazione di diverse centinaia di cittadini della città, che diedero il loro aiuto gratuitamente.

## Giocatori

### Vincitori di titoli
Calciatori campioni olimpici di calcio
- Gerd Kische (Montréal 1976)

Calciatori campioni d'Europa
- René Schneider (Inghilterra 1996)

## Palmarès

### Competizioni nazionali
- Campionato tedesco orientale: 1

1990-1991
- Coppa della Germania Est: 1

1990-1991
- Campionato tedesco di seconda divisione: 1

1994-1995
- Campionato tedesco Indoor: 1

1998

### Competizioni internazionali
- Coppa Intertoto: 1

1968

### Competizioni giovanili
- Under-19 Bundesliga: 1

2009-2010

### Altri piazzamenti
- Campionato tedesco orientale:

Secondo posto: 1955, 1961-1962, 1962-1963, 1963-1964, 1967-1968
- Coppa della Germania Est:

Finalista: 1954-1955, 1957, 1960, 1966-1967, 1986-1987
Semifinalista: 1961-1962, 1965-1966, 1969-1970, 1987-1988
- Coppa di Germania:

Semifinalista: 1999-2000
- Supercoppa di Germania:

Semifinalista: 1991
- 2. Fußball-Bundesliga:

Secondo posto: 2006-2007
- 3. Liga:

Secondo posto: 2010-2011, 2020-2021

## Statistiche e record

### Partecipazione ai campionati e ai tornei internazionali

#### Campionati nazionali
Nella sua storia il club ha vinto l'ultima edizione della DDR-Oberliga, quella del 1990-1991. Per questo motivo è stato ammesso, in seguito alla riunificazione tedesca, direttamente in Bundesliga; qui il miglior risultato ottenuto è il sesto posto finale, a cui è giunto in 2 occasioni, nell'edizione 1995-1996 e in quella del 1997-1998.
Dalla stagione 1965-1966 alla 2025-2026 compresa il club ha ottenuto le seguenti partecipazioni ai campionati nazionali:
| Livello | Categoria     | Partecipazioni | Debutto   | Ultima stagione | Totale |
| ------- | ------------- | -------------- | --------- | --------------- | ------ |
| 1º      | Bundesliga    | 12             | 1991-1992 | 2007-2008       | 34     |
| 1º      | NOFV-Oberliga | 1              | 1990-1991 | 1990-1991       | 34     |
| 1º      | DDR-Oberliga  | 21             | 1965-1966 | 1989-1990       | 34     |
| 2º      | 2. Bundesliga | 11             | 1992-1993 | 2023-2024       | 16     |
| 2º      | DDR-Liga      | 5              | 1975-1976 | 1986-1987       | 16     |
| 3º      | 3. Liga       | 11             | 2012-2013 | 2025-2026       | 11     |

#### Tornei internazionali
Nei tornei internazionali il club ha totalizzato 3 partecipazioni, senza mai superare il turno.
Alla stagione 2020-2021 il club ha ottenuto le seguenti partecipazioni ai tornei internazionali:
| Categoria                                | Partecipazioni | Debutto   | Ultima stagione |
| ---------------------------------------- | -------------- | --------- | --------------- |
| Coppa dei Campioni/UEFA Champions League | 1              | 1991-1992 | 1991-1992       |
| Coppa UEFA/UEFA Europa League            | 1              | 1989-1990 | 1989-1990       |
| Coppa Intertoto                          | 1              | 1998      | 1998            |

## Tifosi
Secondo uno studio, l'FC Hansa Rostock si è piazzato quarto in Germania – dietro a Bayern Monaco, Borussia Dortmund e Schalke 04 – in termini di numero di tifosi. Attualmente conta circa 3,8 milioni di sostenitori ed è il club di maggior successo dell'ex Germania Est.

## Organico

### Rosa 2023-2024
Aggiornata al 1º febbraio 2024.
| N. |                                 | Ruolo | Calciatore              |
| -- | ------------------------------- | ----- | ----------------------- |
| 1  | Germania (bandiera)             | P     | Markus Kolke (capitano) |
| 4  | Germania (bandiera)             | D     | Damian Roßbach          |
| 5  | Germania (bandiera)             | D     | Oliver Hüsing           |
| 6  | Germania (bandiera)             | C     | Dennis Dressel          |
| 7  | Germania (bandiera)             | D     | Nico Neidhart           |
| 8  | Germania (bandiera)             | C     | Simon Rhein             |
| 10 | Bosnia ed Erzegovina (bandiera) | A     | Haris Duljević          |
| 11 | Germania (bandiera)             | C     | Morris Schröter         |
| 13 | Germania (bandiera)             | A     | Kevin Schumacher        |
| 14 | Svezia (bandiera)               | C     | Svante Ingelsson        |
| 15 | Svezia (bandiera)               | A     | Nils Fröling            |
| 16 | Austria (bandiera)              | A     | Lukas Hinterseer        |
| 17 | Corea del Sud (bandiera)        | C     | Lee Dong-gyeong         |
| 18 | Paesi Bassi (bandiera)          | A     | John Verhoek            |
| 19 | Grecia (bandiera)               | C     | Sebastian Vasiliadis    |
| 20 | Germania (bandiera)             | D     | Lukas Scherff           |
| 22 | Svizzera (bandiera)             | D     | Jasper van der Werff    |

| N. |                          | Ruolo | Calciatore           |
| -- | ------------------------ | ----- | -------------------- |
| 23 | Germania (bandiera)      | P     | Nils-Jonathan Körber |
| 24 | Filippine (bandiera)     | D     | John-Patrick Strauß  |
| 25 | Germania (bandiera)      | D     | Thomas Meißner       |
| 26 | Germania (bandiera)      | C     | Janik Bachmann       |
| 27 | Germania (bandiera)      | C     | Christian Kinsombi   |
| 28 | Germania (bandiera)      | A     | Maurice Litka        |
| 29 | Lussemburgo (bandiera)   | C     | Sébastien Thill      |
| 30 | Germania (bandiera)      | P     | Max Hagemoser        |
| 31 | Germania (bandiera)      | D     | Felix Ruschke        |
| 32 | Germania (bandiera)      | D     | Benno Dietze         |
| 34 | Germania (bandiera)      | C     | Lukas Fröde          |
| 40 | Svezia (bandiera)        | P     | Marko Johansson      |
| 39 | Germania (bandiera)      | A     | Pascal Breier        |
| 49 | Brasile (bandiera)       | A     | Júnior Brumado       |
|    | Nuova Zelanda (bandiera) | C     | Sarpreet Singh       |
|    | Grecia (bandiera)        | D     | Kōstas Stafylidīs    |